# Elegia extensa
Elegia extensa är en gräsväxtart som beskrevs av Neville Stuart Pillans. Elegia extensa ingår i släktet Elegia och familjen Restionaceae. Inga underarter finns listade i Catalogue of Life.